# (3027) Shavarsh
(3027) Shavarsh (1978 PQ2) – planetoida z pasa głównego asteroid okrążająca Słońce w ciągu 4,37 lat w średniej odległości 2,67 j.a. Odkryta 8 sierpnia 1978 roku. W jej nazwie upamiętniony został armeński sportowiec Szawarsz Karapetjan, wielokrotny mistrz Europy i świata w pływaniu z płetwami, który 16 września 1976 uratował 20 pasażerów trolejbusu, który wpadł do Jeziora Erywańskiego.